# Heath Slocum

## Amateur
Jack Slocum nam zijn zoontje Heath al op jonge leeftijd mee naar de golfbaan. Zijn lagere school was in Bunkie, Louisiana, maar zijn middelbare school was in Milton, Florida. Daarna studeerde Slocum aan de Universiteit van Zuid Alabama in Mobile. 
Zijn amateursperiode was succesvol, hij werd onder meer drie keer All-American.

## Professional
In 1996 werd hij professional en speelde eerst op de Nationwide Tour (NT). In 1997 werd geconstateerd dat hij Colitis ulcerosa had. Hij verloor veel gewicht en kon achttien maanden geen golf spelen. Sindsdien is hij ambassadeur van de Crohn's & Colitis Foundation of America.
Slocum was in 2001 de tweede NT-speler die 72 holes heeft gespeeld zonder een bogey te maken en ook de tweede NT-speler die een 'battlefiel'promotie naar de PGA Tour maakte, dat wil zeggen dat hij door het winnen van toernooien promoveerde.
Sinds 2001 speelt Slocum op de PGA Tour. In 2004 won hij Tuscon Classic met een score van -22. In 2007 mocht hij de World Cup op Mission Hills spelen, waar hij met Boo Weekley na Schotland op de 2de plaats eindigde. In 2008 werd hij 9de bij het US Open, waarna hij in de top-100 stond van de wereldranglijst

### Gewonnen

#### Nationwide Tour
- 2001: BUY.COM Greater Cleveland Open, BUY.COM Knoxville Open, BUY.COM Omaha Classic

#### PGA Tour
- 2004: Chrysler Classic of Tucson (-22)
- 2005: Southern Farm Bureau Classic (-21)
- 2009: The Barclays (-9)
- 2010: McGladrey Classic (-14)

### Teams
- World Cup: 2007